# 漆絵
| 漆絵の作例。右は石川豊信（西村重信）、左は奥村利信画。いずれも1720年頃のもの。 |  | 漆絵の作例。右は石川豊信（西村重信）、左は奥村利信画。いずれも1720年頃のもの。 |
| 漆絵の作例。右は石川豊信（西村重信）、左は奥村利信画。いずれも1720年頃のもの。 |  |                                                                                |

漆絵（うるしえ）とは、江戸時代の浮世絵に描かれた彩色技法のひとつである。

## 概要
主に享保（1716年‐1736年）から寛保（1741年‐1744年）の頃に行われたもので、紅絵同様、墨摺版画に絵の具を手彩色したものであるが、紅絵のさらにその黒色の部分を強めるために髪の毛や帯その他、図の一部分に黒漆または膠入りの光沢ある墨で光沢を出そうと筆彩しているものを漆絵といった。紅絵よりも格段に彩色に手が込んでおり、複雑で丁寧になっている。漆絵は紅絵の発展したものであった。なかには金粉を使ったものもあった。羽川珍重、羽川藤永、近藤勝信、奥村政信、奥村利信、西村重長、石川豊信、宮川安信、広瀬重信ら多くの絵師が漆絵を手がけている。
やがて、寛保か延享の頃になると版木に着色する技術が開発され、紅摺絵に発展する。